# Chapelle Saint-Joseph de La Bohalle
 (septembre 2024).
 (septembre 2022).
La mise en forme du texte ne suit pas les recommandations de Wikipédia : il faut le « wikifier ».
Les points d'amélioration suivants sont les cas les plus fréquents. Le détail des points à revoir est peut-être précisé sur la page de discussion.
- Les titres sont pré-formatés par le logiciel. Ils ne sont ni en capitales, ni en gras.
- Le texte ne doit pas être écrit en capitales (les noms de famille non plus), ni en gras, ni en italique, ni en « petit »…
- Le gras n'est utilisé que pour surligner le titre de l'article dans l'introduction, une seule fois.
- L'italique est rarement utilisé : mots en langue étrangère, titres d'œuvres, noms de bateaux, etc.
- Les citations ne sont pas en italique mais en corps de texte normal. Elles sont entourées par des guillemets français : « et ».
- Les listes à puces sont à éviter, des paragraphes rédigés étant largement préférés. Les tableaux sont à réserver à la présentation de données structurées (résultats, etc.).
- Les appels de note de bas de page (petits chiffres en exposant, introduits par l'outil «  Source ») sont à placer entre la fin de phrase et le point final[comme ça].
- Les liens internes (vers d'autres articles de Wikipédia) sont à choisir avec parcimonie. Créez des liens vers des articles approfondissant le sujet. Les termes génériques sans rapport avec le sujet sont à éviter, ainsi que les répétitions de liens vers un même terme.
- Les liens externes sont à placer uniquement dans une section « Liens externes », à la fin de l'article. Ces liens sont à choisir avec parcimonie suivant les règles définies. Si un lien sert de source à l'article, son insertion dans le texte est à faire par les notes de bas de page.
- La présentation des références doit suivre les conventions bibliographiques. Il est recommandé d'utiliser les modèles {{Ouvrage}}, {{Chapitre}}, {{Article}}, {{Lien web}} et/ou {{Bibliographie}}. Le mode d'édition visuel peut mettre en forme automatiquement les références.
- Insérer une infobox (cadre d'informations à droite) n'est pas obligatoire pour parachever la mise en page.

Pour une aide détaillée, merci de consulter Aide:Wikification.
Si vous pensez que ces points ont été résolus, vous pouvez retirer ce bandeau et améliorer la mise en forme d'un autre article.
La chapelle Saint-Joseph se situe à La Bohalle (commune déléguée de Loire-Authion dans le Maine-et-Loire en France), en face de l'école privée Notre-Dame du Sacré-Cœur, rue Bas-chemin.

## Naissance d'un projet

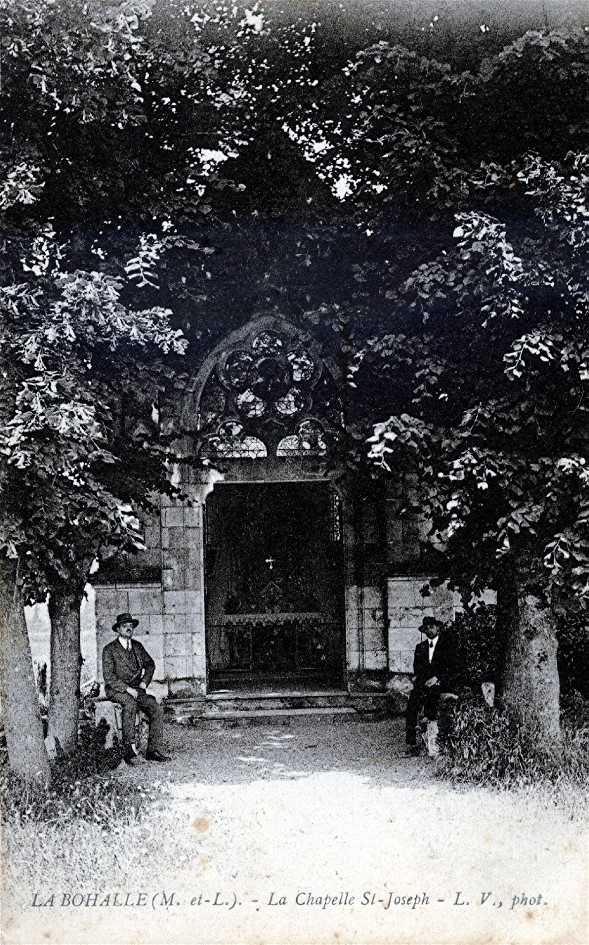
Chapelle Saint-Joseph en 1930.

Le 6 novembre 1860, une vingtaine de jeunes (pour la plupart agriculteurs) rédigent et envoient une demande de construction d'une chapelle au maire du village : Jean Daudée-Loiseleur.
Le 1er octobre 1860, après concertation du conseil municipal, les donateurs s'engagent à entretenir à leurs frais cette chapelle en signant un document (seulement 9 signatures, les autres ne sachant pas signer).
Le conseil municipal, après délibération, s'engage à trouver un terrain au "Village des Gagneries" (en limite du marais de Brain, au bout du hameau de l'Épinay) pour y construire une petite chapelle de 10-12 m².
500 Francs : voilà l'estimation du coût des travaux indiqué sur le devis du maitre maçon : M. Victor Lebreton à la demande des commanditaires.
En octobre 1861 : à la suite des différentes crues de la Loire et de l'Authion, la construction prend du retard. La décision est alors prise de déplacer la zone de construction et de l'implanter de l'autre côté du chemin de fer, à l'abri des crues.
Le 22 octobre 1861, le conseil municipal accepte la demande et cherche un nouveau lieu de construction. Il faudra attendre le 12 novembre 1861. M. Allard de Brain-sur-l'Authion et la famille de M. Blaise Delépine de La Bohalle s'entendent pour donner une parcelle de terrain aux Bas-chemins près de la Chesnaye.

## Bénédiction de la chapelle
Une fois les voûtes construites, la toiture achevée, les vitraux posés et le mobilier installé, la chapelle peut enfin être utilisée. C'est ainsi que le 14 juin 1863, tout le village est réuni autour de l'abbé Chesneau, vicaire général d'Angers qui vient bénir cette chapelle dédiée à saint Joseph.

## Vie de la chapelle
De 1863 à 1955, chaque année, le 19 mars à la Saint Joseph une fête est organisée, rassemblant ainsi tous les habitants. À partir de 1956, la fête est déplacée au 1er mai (institution de la fête de saint Joseph-artisan par Pie XII en 1955).
Fête Dieu : un reposoir était installé devant la chapelle. Les habitants de chaque quartier décoraient abondamment l'autel et les marches.
Jour des rogations : messe célébrée après la procession (malheureusement, la majorité des fidèles devaient rester dehors, la chapelle étant trop petite pour accueillir tout le monde).
En mai et octobre : elle sert régulièrement à la récitation du chapelet par les enfants de l'école Notre-Dame du Sacré-Coeur (à l'époque : école des filles) située en face de la chapelle. La chapelle était aussi utilisée par les religieuses de la salle de Vihers qui dirigeaient l'école. Les fleurs des champs étaient cueillies à proximité de l'école pour la décoration de l'autel. Le reste des cierges servaient à cirer les bureaux de l'école.
Août 1944 : sépultures d'Auguste Dulong et Maxime Simon, fusillés sur la levée. La chapelle étant à l'abri de la levée, loin de l'ennemi situé de l'autre côté de la rive.

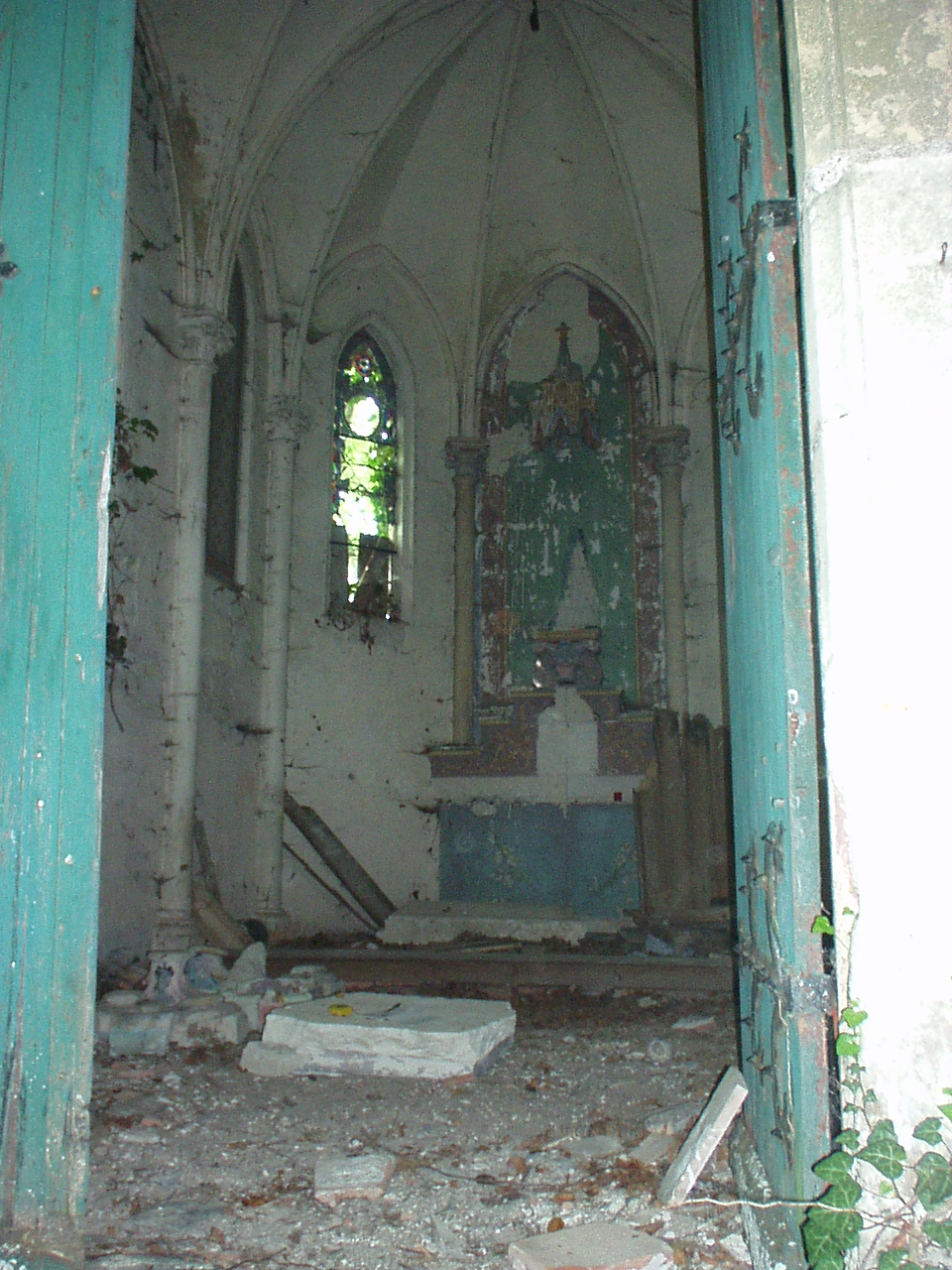
Chapelle Saint-Joseph avant restauration.

## Laissée à l'abandon
Dans les années 1970, la chapelle cesse d'être utilisée, n'est plus entretenue et finit par être abandonnée.
Puis, dans les années 1980, des jeunes de la commune prennent l'habitude de s'introduire dans la chapelle et la vandalisent. Les tomettes qui recouvrent le sol sont aussi descellées et volées. Elle devient donc inutilisable.

## Création de l'Association Chapelle Saint-Joseph
En novembre 2004, le diocèse d'Angers décide de se séparer de la chapelle Saint-Joseph, aux vues de son état et du nombre de lieux de culte sur la paroisse.
Compte tenu de l’attachement des anciens à cette chapelle et de son emplacement, des parents d'élèves de l'école Notre-Dame du Sacré-Cœur lancèrent l’idée de créer une association de sauvegarde. L'objectif est de restaurer la chapelle et de l'entretenir afin de pouvoir l’ouvrir au public lors de manifestations cultuelles ou culturelles. Elle doit pouvoir aussi servir à l’école (lieu de célébrations, d’expositions, de concerts…). En début d’année 2005, l'évêque Brugès donne son feu vert pour ce projet. C'est ainsi que l'Association de la Chapelle Saint-Joseph voit le jour en mai 2005.
Avant de se lancer dans des travaux, des contacts ont été pris avec les propriétaires des terrains alentour afin de pouvoir entretenir les abords de la chapelle. Parallèlement, une prise de contact avec André Sarasin et de l’Association de sauvegarde des chapelles et calvaires d’Anjou a rassuré sur l'état général de la chapelle : malgré l'abandon, la chapelle avait été protégée par la végétation qui l'avait recouverte.
Pour financer les différentes rénovations, l'association a pu bénéficier de l'aide de l'Association pour la sauvegarde des chapelles et calvaires d’Anjou et de la mairie de Loire-Authion.